# 拉薩羅卡德納斯
拉薩羅卡德納斯是墨西哥的城市，由米卻肯州負責管轄，位於該國南部太平洋沿岸，始建於1931年，面積1,160平方公里，海拔高度10米，2010年人口未178817。